# Юрьев, Михаил Зиновьевич
Михаи́л Зино́вьевич Ю́рьев (10 апреля 1959, Москва — 15 февраля 2019, там же) — российский предприниматель и политический деятель.

## Биография
Родился 10 апреля 1959 года в Москве в семье писателя-фантаста Зиновия Юрьева (1925—2020) и журналиста-международника Елены Михайловны Кореневской (урождённой Арнольдовой; 1925—2017). Дед со стороны матери — Михаил Осипович Арнольдов (настоящая фамилия Кешель; 1901—1938, расстрелян) — лётчик, выпускник Военно-воздушной академии имени Н. Е. Жуковского, который первым в СССР начал осваивать слепые полёты, с 1935 года был последним директором концессионного русско-германского общества воздушных сообщений «Дерулюфт». Бабушка М. З. Юрьева — Нехама (Нэма) Наумовна Рабинович (1903—1989) — после ареста мужа была репрессирована как член семьи изменника Родины и провела 8 лет в исправительно-трудовых лагерях.
В 1973 году окончил школу в возрасте 14 лет. В возрасте 19 лет с отличием окончил биологический факультет Московского государственного университета. Работал в Институте молекулярной генетики АН СССР.
С 1990 года — генеральный директор производственного объединения «Интерпром», президент ТОО «Промышленная группа Интерпром».
В 1995—1999 годах являлся депутатом Государственной Думы второго созыва, член фракции «Яблоко». При этом, по его собственным словам, членом партии «Яблоко» никогда не был и не вполне разделял её идеологию. В 1996 году по квоте фракции «Яблоко» занял пост заместителя председателя Государственной Думы. Был инициатором и соавтором 4-х законодательных инициатив, одна из которых была принята — Федеральный конституционный закон от 17.12.2001 № 6-ФКЗ «О порядке принятия в Российскую Федерацию и образования в её составе нового субъекта Российской Федерации».
В статье «Крепость Россия» («Известия» 27.04.2004) Юрьев призывал к закрытости России от остального мира и апеллировал к экономическому расцвету США в конце XIX века, как результату низкой внешней торговли с остальным миром и отсутствию конкуренции внутренних предпринимателей. В качестве примера также приводился промышленный расцвет Третьего Рейха, который, по его мнению, был результатом закрытости нацистской Германии. 
В 2004 году Юрьев написал статью «Внутренний враг и национальная идея» («Комсомольская правда» 07.11.2004) и стал главным идеологом изоляционизма.
Президент Лиги промышленников России, член Совета по предпринимательству при Президенте Российской Федерации.
В 2014 году заявил, что ликвидировал свой бизнес в России и ведёт его только в США.
В США, по данным газеты The Guardian, занимался производством этана; вместе с А. С. Волошиным в 2018 году основал компанию American Ethane.
Вместе с Михаилом Леонтьевым и Анатолием Кузичевым вёл аналитическую передачу «ГлавРадио». В 2016 году являлся приглашённым гостем в еженедельной (пятничной) программе «Юрьев день» на радиостанции Life Звук (быв. РСН).
С 27 апреля 2017 года — участник аналитической программы «Главная Тема» (вместе с Михаилом Леонтьевым и Ильёй Савельевым) на Радио «Комсомольская правда».
Во время протестов в Армении в 2018 году заявлял о необходимости применения Россией силы против армянской оппозиции: «Что нам стесняться? Произошла цветная революция, два полка высадить и утопить в крови, раз у них у самих духу не хватает».
На протяжении последних пяти месяцев жизни боролся с онкологическим заболеванием, периодически участвуя в программе «Главная Тема». Скончался в Москве 15 февраля 2019 года.

## Награды
- Медаль ордена «За заслуги перед Отечеством» II степени (30 сентября 1999 года) — за заслуги перед государством, многолетний добросовестный труд, большой вклад в укрепление дружбы и сотрудничества между народами[15]